# Canadian Pacific Air Lines
Die Canadian Pacific Air Lines (abgekürzt CPAL; von Oktober 1968 bis Dezember 1985 unter dem Namen CP Air firmierend) war eine kanadische Fluggesellschaft, die 1942 als Tochterunternehmen der Canadian Pacific Railway gegründet wurde. Im Jahr 1987 fusionierte das Unternehmen mit zwei weiteren Fluggesellschaften zur Canadian Airlines International, die ihrerseits im Januar 2001 vollständig in Air Canada integriert wurde.

## Gründung

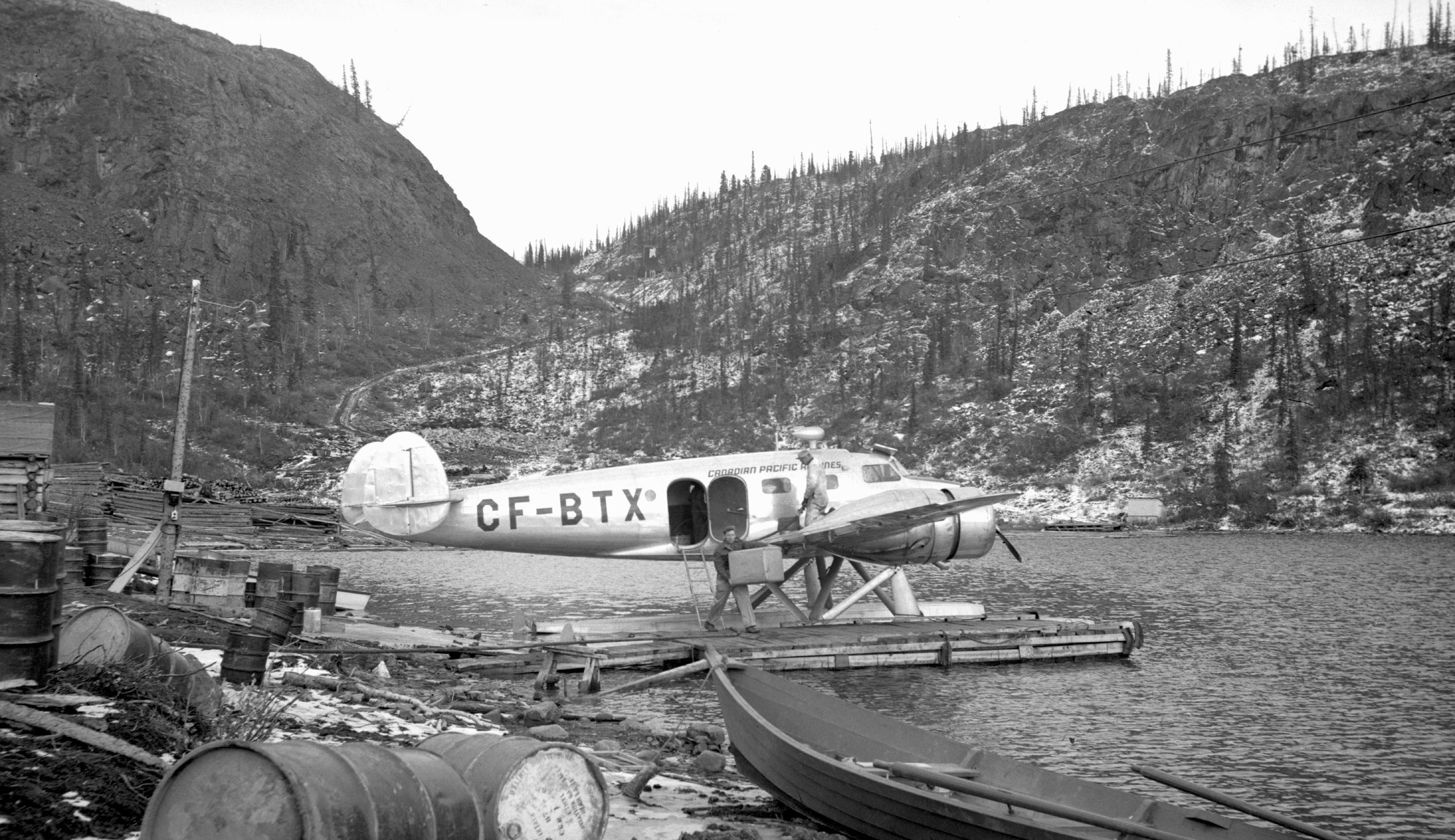
Eine Barkley-Grow T8P-1 der Canadian Pacific Air Lines in den 1940er-Jahren.

Anfang der 1940er-Jahre hatte die Canadian Pacific Railway nacheinander zehn kleinere regionale Fluggesellschaften aufgekauft und diese am 30. Januar 1942 unter dem Namen United Air Service zusammengeschlossen. Ab dem 24. März 1942 verwendete das Unternehmen die Firmenbezeichnung Canadian Pacific Air Lines, die am 16. Mai 1942 zum offiziellen Namen der Fluggesellschaft wurde. Anfänglich besaß die Gesellschaft kein zusammenhängendes Liniennetz. Passagiere und Fracht wurden auf getrennten von Edmonton, Flin Flon, Montreal, Regina, Roberval, Senneterre, Winnipeg und Vancouver ausgehenden Routen in den Norden Kanadas befördert. Im Jahr 1942 strebte das Unternehmen einen vollständigen Zusammenschluss mit der staatlichen Fluggesellschaft Trans-Canada Air Lines an, was aber von der kanadischen Regierung untersagt wurde. Stattdessen führte Canadian Pacific ab 1943 neben eigenen Flügen auch Zubringerdienste für Trans-Canada Air Lines durch. Die im Jahr 1944 beantragte Genehmigung zur Aufnahme transkontinentaler Linienflüge wurde vom kanadischen Verkehrsministerium abgelehnt, weil der Verkehr auf den lukrativen Ost-West-Verbindungen ausschließlich der staatlichen Trans-Canada Air Lines vorbehalten war. Aufgrund dieser Reglementierung konnte Canadian Pacific Air Lines die vorhandenen Lücken in ihrem nationalen Streckennetz erst ab 1958 langsam schließen. Nach dem Zweiten Weltkrieg verlegte die Gesellschaft ihren Firmensitz von Montreal nach Vancouver und änderte die Schreibweise ihres Namens in Canadian Pacific Airlines um. Zeitgleich wurde die Flotte mit gebraucht erworbenen Douglas DC-3 weitgehend standardisiert.

## Aufnahme internationaler Flüge

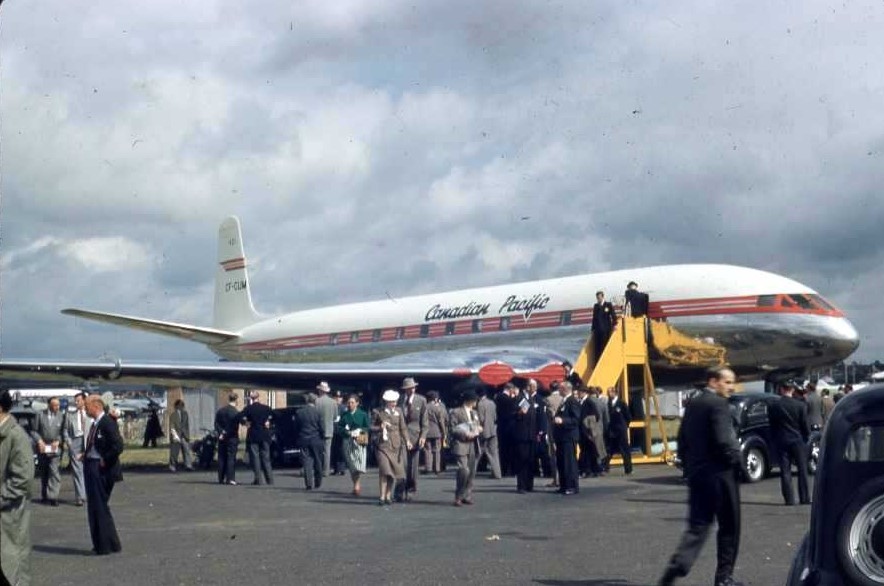
Eine De Havilland DH.106 Comet 1 der Canadian Pacific Airlines, 1952

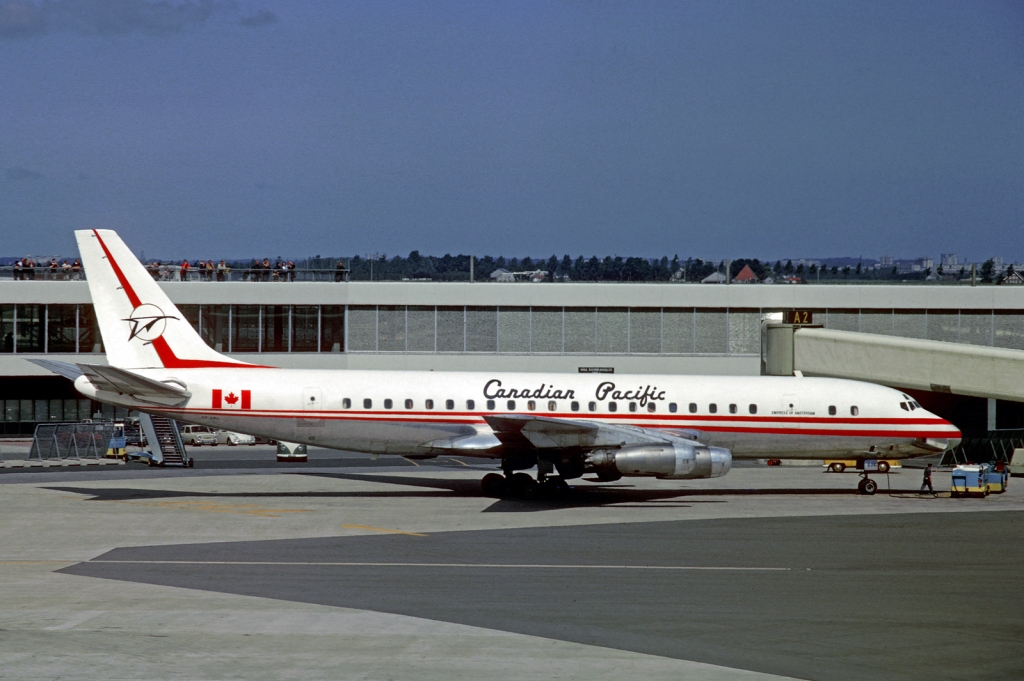
Eine Douglas DC-8-43 der Canadian Pacific Airlines, 1968

Canadian Pacific Airlines begann Ende der 1940er-Jahre mit der Planung internationaler Linienflüge. Das Unternehmen bekam vom kanadischen Verkehrsministerium die Vorgabe, nur solche Strecken einzurichten, die bislang nicht von der staatlichen Trans-Canada Air Lines beflogen wurden. Nach der Übernahme von vier Maschinen des Typs Canadair C-4 eröffnete die Gesellschaft am 13. Juli 1949 ihre erste internationale Verbindung, die von Vancouver über Honolulu und Fidschi nach Sydney führte. Zudem wurden im selben Jahr Linienflüge von Vancouver über Tokio und Shanghai nach Hongkong aufgenommen. Der geplante Einsatz von Düsenflugzeugen auf den pazifischen Linien wurde 1953 verworfen, nachdem die erste Maschine des Typs De Havilland DH.106 Comet am 3. März 1953 auf dem Überführungsflug verunglückte. Stattdessen setzte die Gesellschaft in den 1950er-Jahren Flugzeuge des Typs Douglas DC-6 auf ihren Langstrecken ein. Ab dem 16. Oktober 1953 flog Canadian Pacific von Vancouver aus Mexiko-Stadt und Lima an. Diese Route wurde ab 1957 nach Buenos Aires und ab 1958 nach Santiago de Chile verlängert. Als erste europäische Stadt wurde Amsterdam am 3. Juni 1955 in den Flugplan aufgenommen. Im Jahr 1957 folgten Linienverbindungen von Toronto nach Lissabon und Madrid sowie ab 1960 nach Rom und ab 1968 nach Athen. Daneben wurden weitere europäische Städte im Charterverkehr angeflogen. Am 9. April 1958 erhielt Canadian Pacific die erste ihrer sechs Turboprop-Maschinen des Typs Bristol Britannia. Im selben Jahr gestattete die Regierung dem Unternehmen erstmals, einen täglichen transkontinentalen Linienflug von Montreal nach Vancouver durchzuführen. Ab dem 22. Februar 1961 wurden die ersten Düsenflugzeuge des Typs Douglas DC-8 an die Gesellschaft ausgeliefert, die bis Mitte der 1960er-Jahre die Douglas DC-6 und Bristol Britannia auf den Langstrecken ablösten.

## CP Air

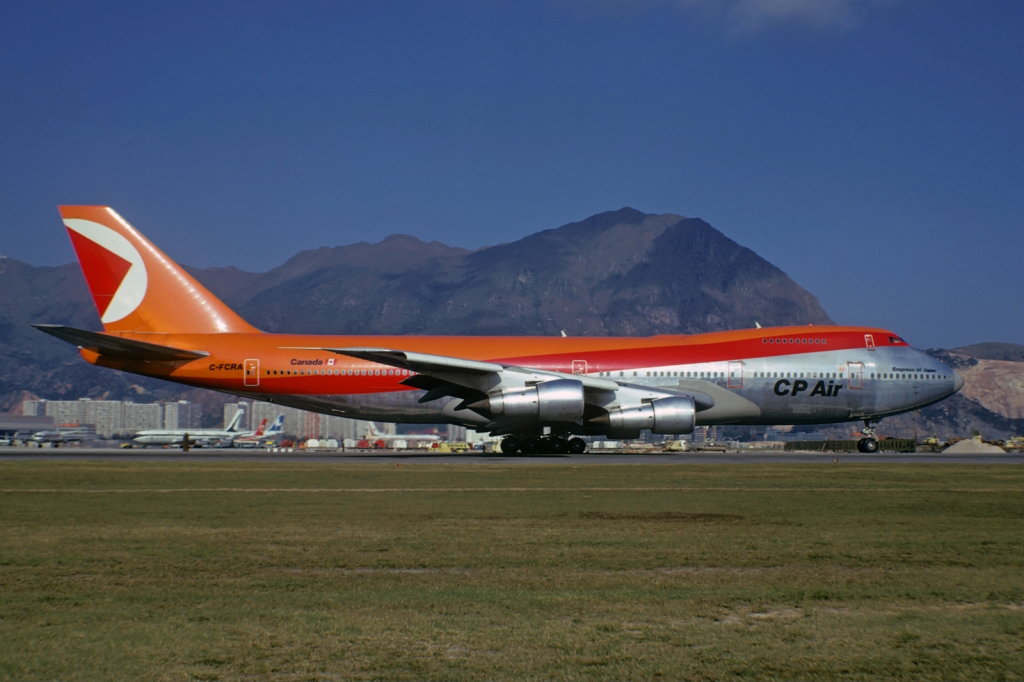
Eine Boeing 747-200 der CP Air, 1974

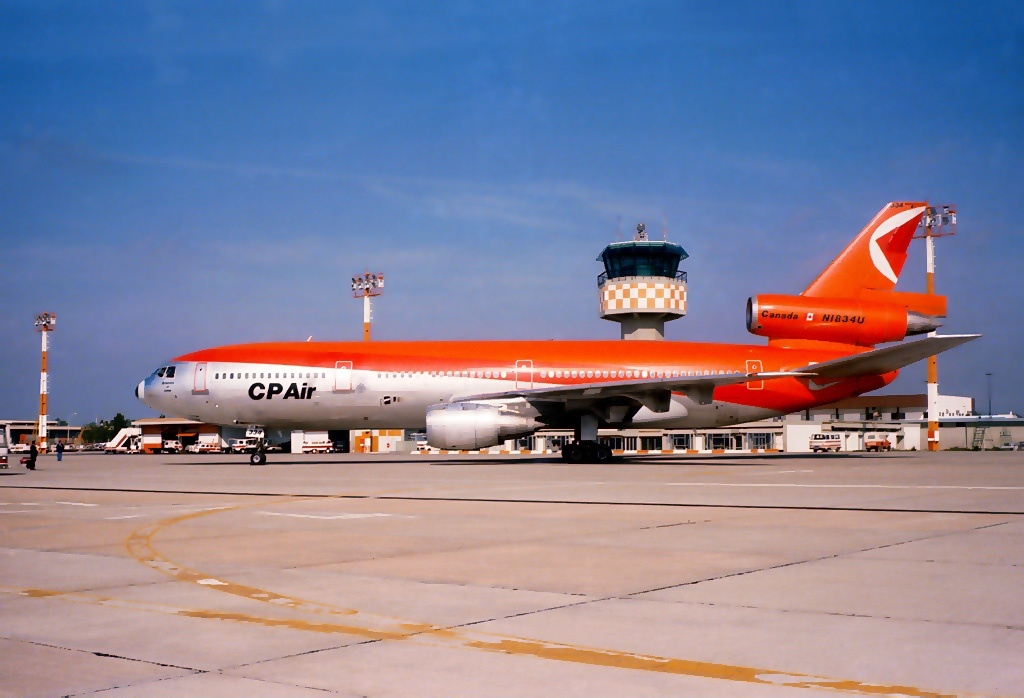
Eine McDonnell Douglas DC-10 der CP Air auf dem Flughafen Faro, 1987

Im Jahr 1968 reorganisierte Canadian Pacific Railway ihre Konzernstruktur und führte die einheitliche Markenbezeichnung CP für alle Tochterunternehmen ein (siehe CP Rail, CP Hotels, CP Ships). Dementsprechend erfolgte im Herbst 1968 die Umbenennung der Canadian Pacific Airlines in CP Air. Am 21. Oktober 1968 wurde die erste Boeing 737-200 an die Gesellschaft ausgeliefert, die gleichzeitig das erste Flugzeug war, das die neue Farbgebung der CP Air trug. Großraumflugzeuge des Typs Boeing 747-200 erweiterten ab dem 15. November 1973 die Flotte. Die bestehenden Einschränkungen im kanadischen Luftverkehr wurden im Zuge einer kontinuierlichen Liberalisierung bis 1979 weitgehend aufgehoben, wodurch die Gesellschaft ihr nationales Streckennetz ausbauen und die Anzahl ihrer täglichen Flüge erhöhen konnte. Hierzu bestellte das Unternehmen Ende der 1970er-Jahre weitere Boeing 737-200 sowie vier Langstreckenflugzeuge des Typs McDonnell Douglas DC-10-30, die ab März 1979 ausgeliefert wurden.
Anfang der 1980er-Jahre hatte die CP Air mit rückläufigen Passagierzahlen und mit gestiegenen Kosten zu kämpfen. Infolgedessen erwirtschaftete die Gesellschaft ab 1981 Verluste. Das Unternehmen versuchte die Betriebskosten zu senken, indem es die verbliebenen Douglas DC-8 (bis 1983), Boeing 727 (bis 1984) und Boeing 747 (bis 1985) veräußerte. Die Flotte wurde zeitgleich durch neue Boeing 737-300 und weitere McDonnell Douglas DC-10-30 vereinheitlicht und modernisiert. Zudem expandierte die Gesellschaft und erwarb im April 1984 mit der Eastern Provincial Airways (EPA) und im Oktober 1985 mit der Nordair zwei regionale Fluggesellschaften, die das Streckennetz erweiterten und Zubringerflüge zum neu eingerichteten Drehkreuz der CP Air in Toronto leisteten.
Im Dezember 1985 wurde das Tochterunternehmen Eastern Provincial Airways vollständig in die CP Air integriert. Im Zuge dieser Zusammenlegung nahm CP Air am 17. Dezember 1985 wieder ihren ursprünglichen Namen Canadian Pacific Air Lines an. Ab Jahresbeginn 1986 erhielten die Flugzeuge der beiden Gesellschaften eine neue einheitliche Farbgebung. Gleichzeitig wurde die Markenbezeichnung Canadian Pacific eingeführt, wobei einige Flugzeuge auch die französische Aufschrift Canadien Pacifique trugen.

## Fusion mit der Pacific Western Airlines
Die hochverschuldete Canadian Pacific Air Lines und ihr bis dahin eigenständiges Tochterunternehmen Nordair wurden am 2. Januar 1987 von der Fluggesellschaft Pacific Western Airlines (PWA) zum Preis von 300 Millionen Kanadischen Dollar aufgekauft. Zusätzlich übernahm die PWA die Schulden der Canadian Pacific Air Lines, die sich auf 600 Millionen Kanadischen Dollar beliefen. Am 26. April 1987 erfolgte der offizielle Zusammenschluss der drei Fluggesellschaften zur Canadian Airlines International.

## Zwischenfälle

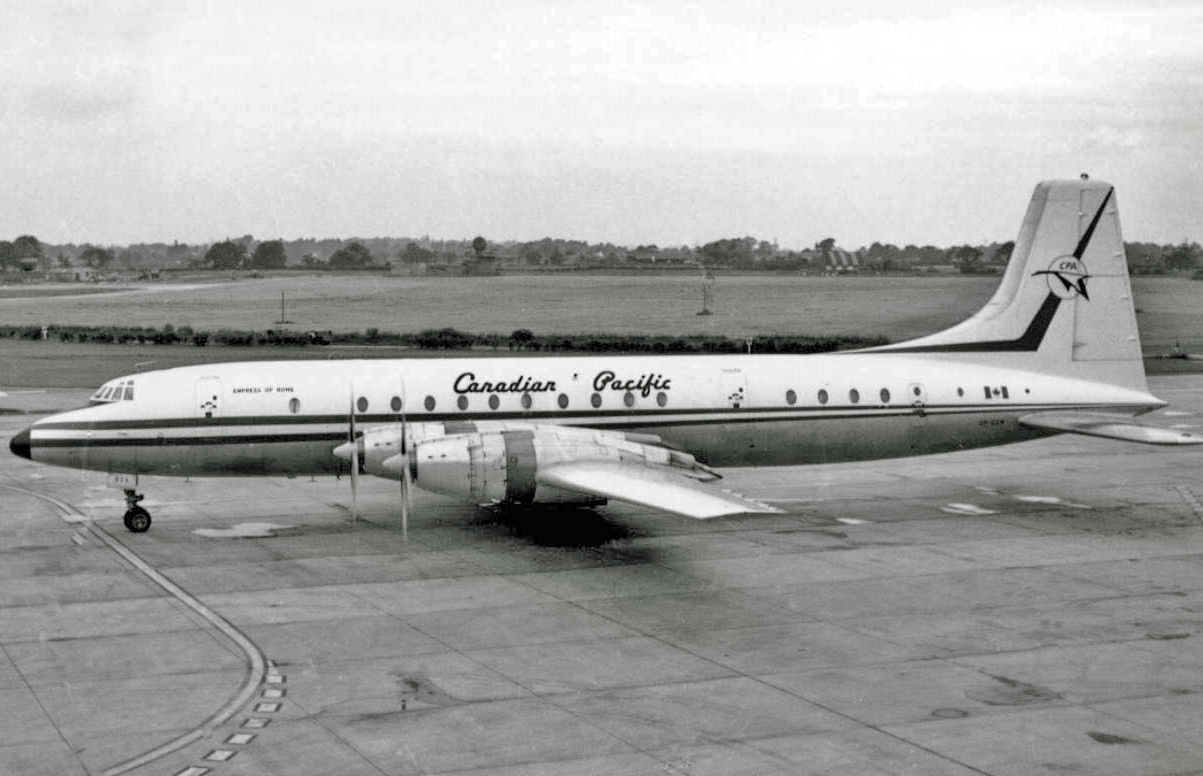
Eine Bristol Britannia auf dem Flughafen Manchester, 1965

- Am 20. Dezember 1942 kollidierte eine Lockheed 14-H2 Super Electra der Canadian Pacific Air Lines (Luftfahrzeugkennzeichen CF-CPD) mit einem Berg des Cheam Range. Das Flugzeug befand sich auf dem Weg von Prince George nach Vancouver. Alle 13 Insassen starben.[21]

- Am 9. September 1949 stürzte eine Douglas DC-3 (C-47) (CF-CUA) infolge einer Bombenexplosion ab. Die Maschine befand sich auf dem Flug von Montreal nach Baie-Comeau. Alle 23 Personen an Bord kamen ums Leben. Als Absturzursache stellte sich ein Sprengstoffanschlag eines Mannes heraus, der eine Versicherungssumme für seine an Bord befindliche Frau kassieren wollte (siehe auch Canadian-Pacific-Air-Lines-Flug 108).[22]

- Am 9. Februar 1950 überrollte eine Canadair C-4 (CF-CPR) auf dem Flughafen Tokio-Haneda das Ende der Landebahn und stürzte in die Bucht von Tokio. Alle 15 Insassen überlebten. Das Flugzeug wurde als Totalverlust abgeschrieben.[23]

- Am 22. Dezember 1950 wurde eine Douglas DC-3/C-47A-20-DK der Canadian Pacific Air Lines (CF-CUF) 26 Kilometer nördlich von Penticton (British Columbia, Kanada) ins Gelände geflogen. Das Flugzeug kam vom 260 Kilometer westlich gelegenen Flughafen Vancouver, als die Piloten die Mindestflughöhe unterschritten und in den 1576 Meter hohen Okanagan Mountain flogen. Durch einen zu steilen Sinkflug kollidierte die Maschine dabei im Anflug auf den Flughafen Penticton mit Bäumen und wurde weitgehend zerstört. Dennoch überlebten 16 der 18 Insassen den Unfall. Allerdings wurden bei diesem CFIT (Controlled flight into terrain) beide Piloten getötet.[24]

- Am 21. Juli 1951 verschwand eine Douglas DC-4 der Canadian Pacific Air Lines (CF-CPC) auf dem Flug von Vancouver nach Anchorage zwischen Sitka und Yakutat. Die Maschine sollte über Tokio nach Korea weiterfliegen. Bis heute wurden weder Wrackteile noch Insassen gefunden. Alle 37 Personen an Bord wurden für tot erklärt.[25][26]

- Am 3. März 1953 nahmen die Piloten einer De Havilland DH.106 Comet 1A (CF-CUN) der Canadian Pacific Airlines beim Start vom Militärflugplatz Karatschi-Mauripur (Pakistan) die Flugzeugnase zu steil nach oben; die Maschine schoss über das Bahnende hinaus und stürzte in ein ausgetrocknetes Flussbett. Die Maschine befand sich auf ihrem Auslieferungsflug nach Kanada. Alle 11 Insassen kamen ums Leben. Es war der erste tödliche Unfall eines Passagier-Jets (siehe auch Flugunfall einer de Havilland DH.106 Comet der Canadian Pacific Airlines in Karatschi 1953).[27][28]

- Am 11. Mai 1953 verunglückte ein Amphibienflugzeug des Typs Consolidated PBY-5A Canso (CF-CRV) bei einer Wasserlandung in Prince Rupert. Ein Passagier und ein Besatzungsmitglied starben.[29]

- Am 29. August 1956 wurden an einer Douglas DC-6B der Canadian Pacific Air Lines (CPAL) (CF-CUP) beim Durchstarten am Flughafen Cold Bay (Alaska, USA) die Landeklappen nicht wie vorgeschrieben auf 20 Grad zurückgefahren, sondern voll eingefahren. Daraufhin sackte das Flugzeug in einer Linkskurve durch, schlug auf und fing Feuer. Von den 22 Insassen wurden 15 getötet, vier Besatzungsmitglieder und 11 Passagiere.[30]

- Am 22. Juli 1962 meldete die Besatzung einer Bristol Britannia 314 (CF-CZB) nach dem Start vom Flughafen Honolulu einen Triebwerksausfall. Die Maschine kehrte zum Flughafen zurück und verunglückte beim Versuch einer Notlandung. Der Unfall forderte 27 Todesopfer; 13 Insassen überlebten.[31]

- Am 8. Juli 1965 starben alle 52 Insassen einer Douglas DC-6B (CF-CUQ), nachdem das Heck des Flugzeugs durch eine Bombenexplosion vom Rumpf getrennt wurde. Die Maschine befand sich auf dem Flug von Vancouver nach Prince George (siehe auch Canadian-Pacific-Air-Lines-Flug 21).[32]

- Am 4. März 1966 flog eine Douglas DC-8-43 (CF-CPK) bei Dunkelheit und schlechten Sichtverhältnissen vor der Landebahn des Flughafens Tokio-Haneda ins Wasser. Der Unfall kostete 64 der 72 Insassen das Leben (siehe Canadian-Pacific-Airlines-Flug 402).[33]

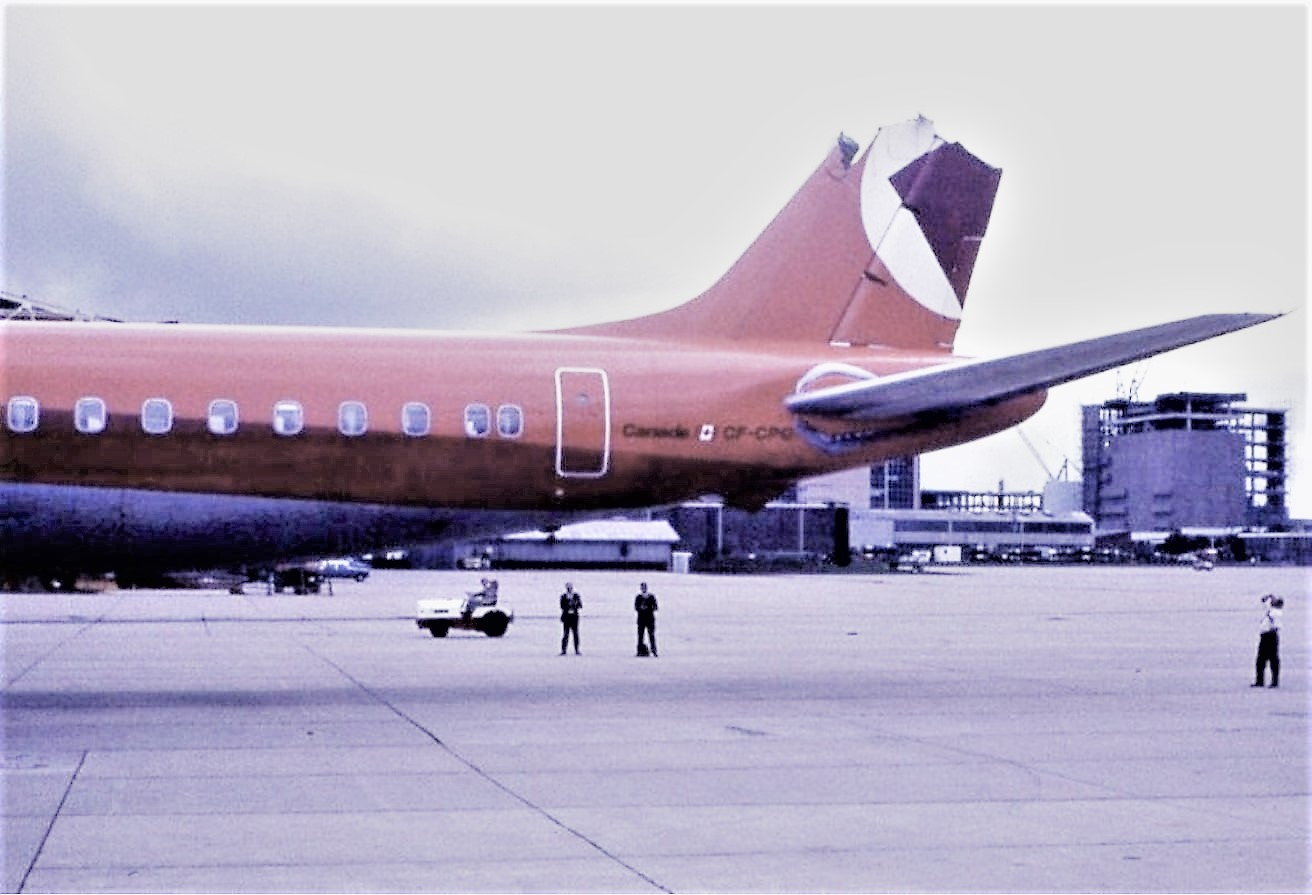
Das beschädigte Seitenleitwerk der CP Air Douglas DC-8-63 nach der Kollision in Sydney

- Am 7. Februar 1968 überrollte eine von der Standard Airways geleaste Boeing 707-138B (N791SA) nach der Landung auf dem Vancouver International Airport das Bahnende und prallte in ein Gebäude. Ein Besatzungsmitglied sowie eine Person am Boden kamen ums Leben. Anflug und Landung wurden durch die US-amerikanischen Piloten weit unterhalb der vorgeschriebenen Mindestwerte durchgeführt (siehe auch Canadian-Pacific-Airlines-Flug 322).[34]

- Am 29. Januar 1971 kam es durch den Fehler eines Fluglotsen zu einem schweren Zwischenfall auf dem Flughafen Sydney. Der Besatzung einer Boeing 727-200 (VH-TJA) der Trans Australia Airlines wurde die Startfreigabe erteilt, obwohl sich auf der Bahn eine zuvor gelandete Douglas DC-8-63 (CF-CPQ) der CP Air befand. Die Boeing kollidierte nach dem Abheben mit dem Seitenleitwerk der DC-8 und wurde an der Rumpfunterseite aufgerissen, wobei die Hydrauliksysteme beschädigt wurden. Den australischen Piloten gelang es, die Maschine sicher zu landen. Die 220 Passagiere und 20 Besatzungsmitglieder der beiden Flugzeuge wurden nicht verletzt.[35]

## Flotte

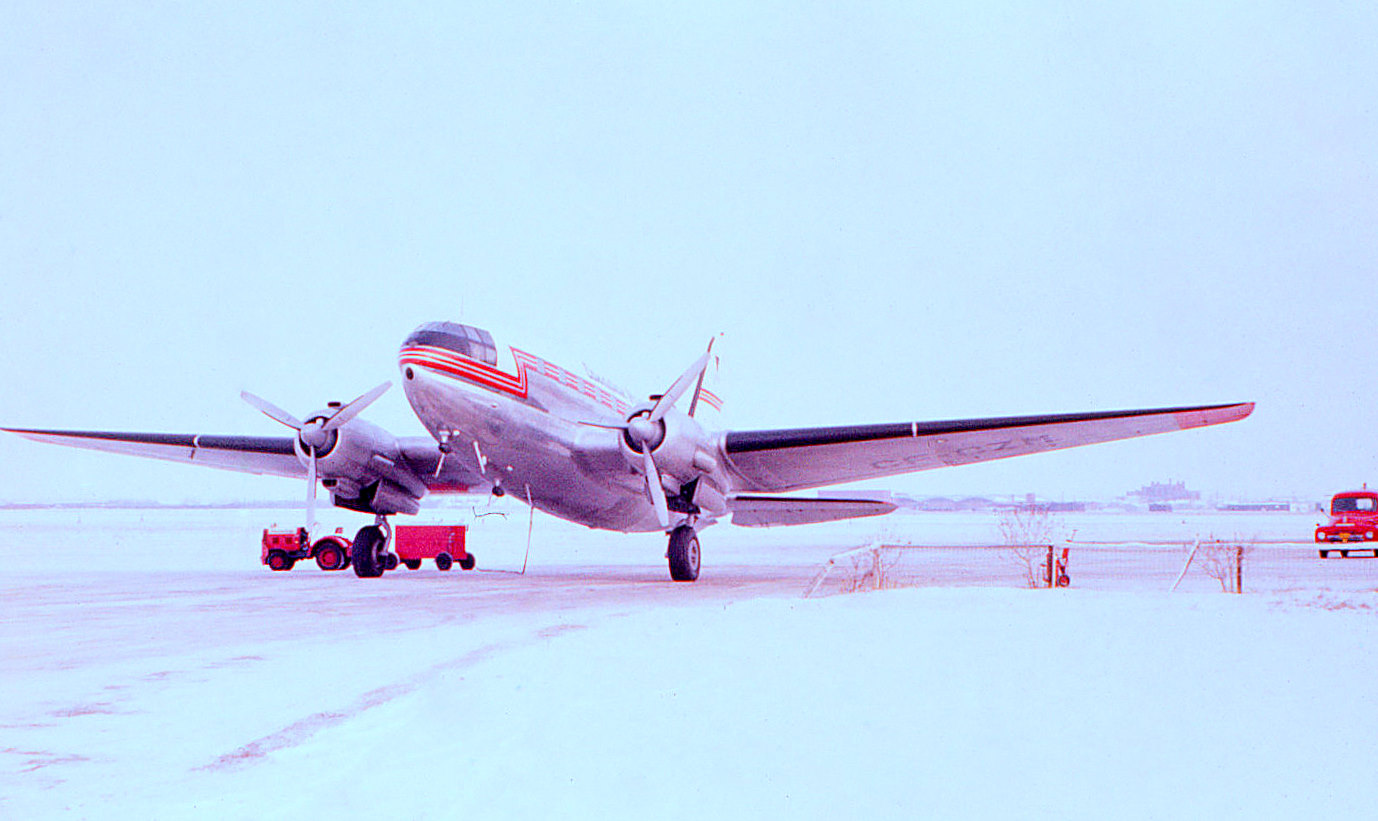
Eine Curtiss C-46 Commando der CP Air, 1959

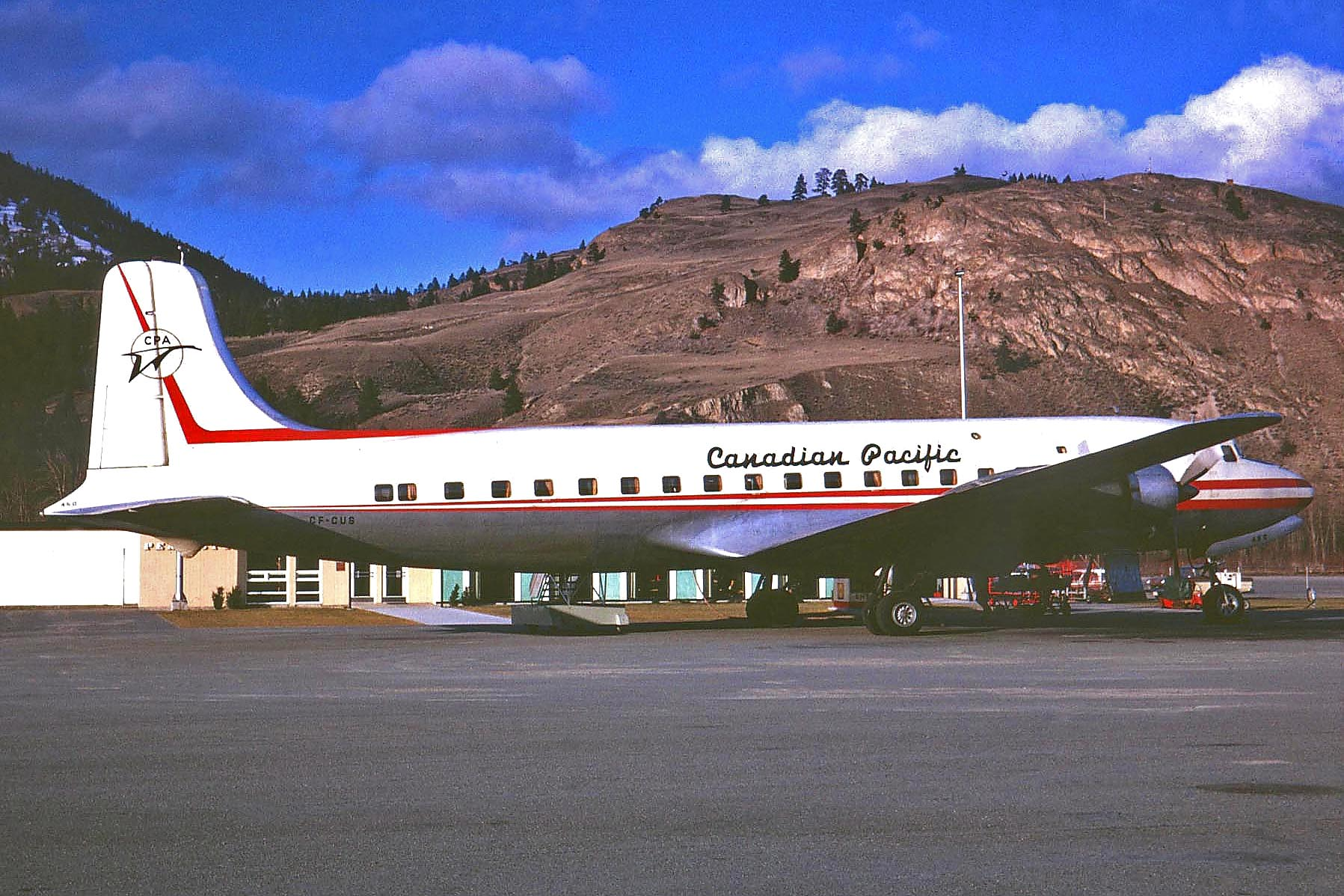
Eine Douglas DC-6 der CP Air, 1967

Im Lauf ihrer Geschichte betrieb die Gesellschaft folgende Flugzeugtypen:
- Barkley-Grow T8P-1
- Bellanca 66-76 Aircruiser
- Bristol Britannia 314
- Boeing 707-138B (geleast von Standard Airways)
- Boeing 727-100 und 727-200
- Boeing 737-200 und 737-300
- Boeing 747-200
- Canadair C-4
- Consolidated PBY-5A
- Convair CV-240
- Curtiss C-46 Commando
- de Havilland Canada DHC-3 Otter
- De Havilland DH.89 Dragon Rapide
- De Havilland DH.106 Comet (Absturz der ersten Maschine auf dem Überführungsflug, danach keine weiteren Einsätze.)
- Douglas C-54
- Douglas DC-3 und C-47
- Douglas DC-6A und DC-6B
- Douglas DC-8-43, DC-8-53, DC-8-55CF und DC-8-63
- Junkers Ju 52/1m
- Lockheed 14
- Lockheed 18
- McDonnell Douglas DC-10-30 und DC-10-10 (Version DC-10-10 geleast von United Airlines)
- Noorduyn Norseman